# Оу, Винидикт Васильевич
Винидикт Васильевич Оу (1919, село Гура-Галбеней, Бендерский уезд, Бессарабское губернаторство, Румыния — 1982, село Гура-Галбеней, Чимишлийский район, Молдавская ССР) — звеньевой колхоза имени Кирова Чимишлийского района, Молдавская ССР. Герой Социалистического Труда (1966).

## Биография
Родился в 1919 году в крестьянской семье в селе Гура-Галбеней Бендерского уезда Бессарабского губернаторства Румынии. Окончил местную сельскую школу. С раннего возраста трудился в сельском хозяйстве, занимался виноградарством. Во время послевоенной коллективизации в Молдавской ССР вступил в 1950 году в колхоз имени Кирова Чимишлийского района. Трудился рядовым колхозником, затем возглавлял виноградарское звено.
Звено под его руководством ежегодно показывало высокие трудовые результаты в виноградарстве. По его инициативе в колхозе было реконструировано 280 гектаров виноградника. По итогам работы в годы Семилетки (1959—1965) средняя урожайность винограда в звене составила 160 центнеров вместо запланированных 65 центнеров и в среднем по колхозу в 51 центнеров. В 1965 году было собрано 180 центнеров винограда с каждого гектара против запланированных 70 центнеров в звене и в среднем по колхозу в 58 центнеров. Прибыль с каждого гектара в звене составила в среднем по 3969 рублей вместо 2300 рублей в среднем по колхозу. Себестоимость одного центнера винограда в звене снизилась с 7,1 рубля в 1963 году до 4,82 рубля в 1965 году (в колхозе — с 10, 1 рубля за центнер в 1963 году до 6,1 рубля в 1965 году).
Указом Президиума Верховного Совета СССР от 30 апреля 1966 года удостоен звания Героя Социалистического Труда за «успехи, достигнутые в увеличении производства и заготовок винограда. Плодов и овощей» с вручением ордена Ленина и золотой медали «Серп и Молот» (№ 11725).
Неоднократно избирался депутатом местных Советов депутатов трудящихся.
Трудился в колхозе до выхода на пенсию. Проживал в родном селе Гура-Галбеней Чимишлийского района. С 1979 года — персональный пенсионер союзного значения. Умер в 1982 году.